# Godzilla II. – A szörnyek királya
A Godzilla II. – A szörnyek királya (eredeti címe: Godzilla: King of the Monsters vagy Godzilla II: King of the Monsters) 2019-es amerikai szörnyfilm Michael Dougherty rendezésében. A 2014-es film folytatása, a Godzilla-franchise harmadik filmje, illetve a harmadik Godzilla-film, amelyet teljes egészében egy hollywoodi stúdió készített. A főszerepben Kyle Chandler, Vera Farmiga, Millie Bobby Brown, Bradley Whitford, Sally Hawkins, Charles Dance, Thomas Middleditch, Aisha Hinds, O’Shea Jackson Jr., David Strathairn, Ken Watanabe és Csang Ce-ji látható. Amerikában 2019. május 31-én mutatták be.

## Rövid történet
Godzillának és Mothrának le kell győznie King Ghidorah-t, aki feltámasztotta Rodant és a többi titánt, hogy elpusztítsák a világot.

## Szereplők
- Kyle Chandler: Dr. Mark Russell. Magyar hang: Kautzky Armand.[5]
- Vera Farmiga: Dr. Emma Russell. Magyar hang: Bertalan Ágnes.
- Millie Bobby Brown: Madison Russell. Magyar hang: Koller Virág.
  - Alexandra Rachael Rabe: fiatal Madison Russell
- Bradley Whitford: Dr. Rick Stanton. Magyar hang: Gyabronka József.
- Sally Hawkins: Dr. Vivienne Graham. Magyar hang: Wégner Judit.
- Charles Dance: Alan Jonah. Magyar hang: Ujréti László.
- Thomas Middleditch: Sam Coleman. Magyar hang: Kovács Lehel.
- Aisha Hinds: Diane Foster ezredes. Magyar hang: Bognár Gyöngyvér.
- O’Shea Jackson Jr.: Jackson Barnes
- David Strathairn: William Stenz admirális. Magyar hang: Rosta Sándor.
- Ken Watanabe: Dr. Ishirō Serizawa. Magyar hang: Csankó Zoltán.
- Csang Ce-ji: Dr. Ilene Chen és Dr. Ling

További szereplők: Joe Morton, CCH Pounder, Anthony Ramos, Elizabeth Ludlow, Jonathan Howard, Randy Havens, Tyler Crumley, Kevin Shinick

## Fogadtatás
A The Observer szerint a kritikák a "vegyestől a negatívig terjedtek". A The Indian Express szerint a kritikák "nagyrészt negatívak" voltak. A Screen Rant szerint "nagyon negatívak" lettek a kritikák. A Yahoo! Finance szerint a film "eléggé vegyes" kritikákat kapott. Scott Mendelson, a Forbes kritikusa szerint a film "negatív visszajelzéseket kapott", de később "vegyes/negatív" kritikákban részesült.
A Rotten Tomatoes honlapján 42%-ot ért el 348 kritika alapján, és 5.2 pontot szerzett a tízből. A Metacritic oldalán 48 pontot szerzett a százból, 46 kritika alapján. A CinemaScore honlapján átlagos minősítést kapott, a PostTrak portálon pedig 85%-os értékelést ért el, és 4.5 pontot szerzett a maximális ötből.